# Берия-колледж
Бери́я-ко́лледж, или Берея-колледж (англ. Berea College) — частный гуманитарный университет в г. Берия, Кентукки, США. Основанный в 1855 году аболиционистом Джоном Фи, Берия-колледж был первым вузом на юге США, в котором практиковалось смешанное обучение мужчин и женщин и отсутствовала расовая сегрегация. В колледже проходят обучение более 1600 студентов из более чем 60 стран мира Каждому студенту предоставляется полная стипендия, размер которой по данным на 2011 год составлял 25 500 долларов США в год. Обучение проводится по 28 специальностям.
В рейтинге U.S. News & World Report за 2012 год Берия-колледж занял 71-е место среди гуманитарных вузов США.
Среди известных выпускников колледжа — лауреат Нобелевской премии по химии Джон Фенн и Хуанита Крепс — американский экономист и политик, первая женщина-министр торговли США (1977—1979).

## Список президентов
|   | Имя              | Годы        |
| - | ---------------- | ----------- |
| 1 | Эдвард Фэйрчайлд | (1869—1889) |
| 2 | Уильям Стюарт    | (1890—1892) |
| 3 | Уильям Фрост     | (1892—1920) |
| 4 | Уильям Хатчинс   | (1920—1939) |
| 5 | Фрэнсис Хатчинс  | (1939—1967) |
| 6 | Уиллис Уэзерфорд | (1967—1984) |
| 7 | Джон Стивенсон   | (1984—1994) |
| 8 | Ларри Шинн       | (1994—2012) |
| 9 | Лайл Рулофс      | (с 2012)    |